# Brussels by Night
Brussels by Night és una pel·lícula dramàtica belga del 1983, dirigida per l'antic periodista d'Humo Marc Didden. El quadre de baix pressupost va ser finançat en part per Herman Schueremans, organitzador del festival de rock flamenc Rock Werchter. La pel·lícula va rebre el nom d'una cançó de 1979 de Raymond van het Groenewoud, que també va escriure la banda sonora de la pel·lícula.
Brussels by Night va ser important en la història del cinema belga perquè la seva atmosfera desolada i grisa i l'estructura del corrent de consciència eren un fort contrast amb les pel·lícules més convencionals que va produir el país fins aleshores.

## Argument
Brussel·les 1983. Max està greument deprimit. Intenta suïcidar-se ficant-se una pistola a la boca, però quan l'arma s'encalla, tanmateix, plora. El seguim mentre viatja per Brussel·les sense cap objectiu i provoca tots els que coneix. El seu estat d'ànim canvia en els moments més imprevisibles. En Max coneix dues persones, l'Alice, una cambrera de bar, i l'Abdel, el seu client d'origen marroquí. Els dos homes consideren l'Alice com la seva amant. El clímax de la història té lloc al pla inclinat de Ronquières.
- François Beukelaers: Max
- Johan Joos: assistent d'estació
- Mariette Mathieu: Dama al tren
- Daniël Van Avermaet: Taxista
- Michiel Mentens: Louis
- Nellie Rosiers: Josephine-Charlotte
- Marleen Merckx: cambrera
- Ingrid De Vos: Alice
- Enmig de Chakir: Abdel
- Bernard Van Eeghem: gorila de club nocturn
- Jan Reussens: Recepcionista
- Fred Van Kuyk: Jules
- Machteld Ramoudt: germana Alícia
- Liliane De Waegeneer: ecologista a la festa
- Paul Pauwels: Noi ros a la festa
- Jim Van Leemput: home del parquímetre
- Josse De Pauw: Home a la bugaderia
- Jaak Pijpen: Guia a Ronquières
- Ronny Waterschoot: oficial de policia
- Guy Mortier: Jutge adjunt
- Senne Rouffaer: jutge
- Brendan Fonteyne: Fill de Max
- Fransceska Buelens: Esposa de Max

## Premis
- 1980: Premi Estatal al Millor Guió
- 1983: Premi Donostia als Nous Realitzadors al Festival Internacional de Cinema de Sant Sebastià 1983[4][5]
- 1983: Premi André Cavens: Millor pel·lícula belga (Unió Belga de la Crítica Cinematogràfica)
- 1984: Festival de Cinema de Londres 'Pel·lícula destacada de l'any'